# Herler Mühle

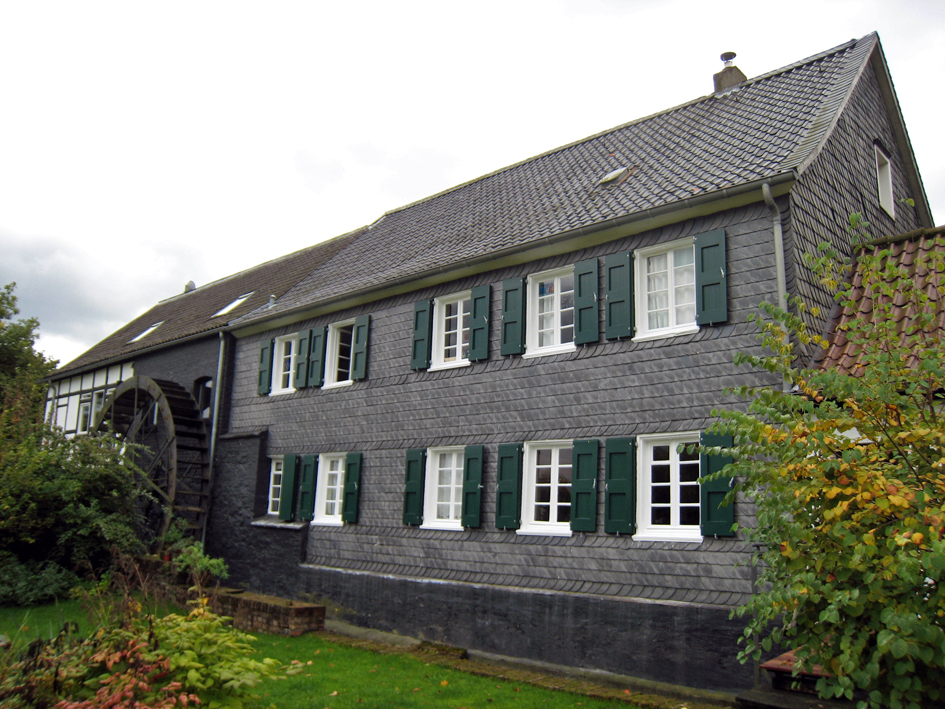
Die Herler Mühle 2012

Die Herler Mühle ist eine ehemalige Wassermühle in Köln-Buchheim an der Strunde.

## Geschichte
Einen ersten potentiellen Hinweis auf eine Mühle in Herl enthält eine Urkunde Konrads II., in der er der Abtei Deutz drei Mansen samt allem Zubehör schenkte, wobei „Kapelle, Leibeigene beiderlei Geschlechts, Flächen, Gebäude, bebaute und unbebaute Länder, Äcker, Felder, Weiden, Wiesen, Wälder, Forste, Jagden, Gewässer, Wasserläufe, Fischereien, Mühlen, Wege und Unwege, Ausgänge, erworbene und zu suchende Einkünfte sowie alle Nutzung, die auf irgendeine Weise von dort herrühren könnte“ aufgezählt werden. Dabei handelt es sich jedoch um eine klassische Pertinenzformel, aus der nicht geschlossen werden kann, das alles was aufgezählt wird, auch tatsächlich existierte.
Als Besitzer der Mühle wird 1584 Otto Schenk von Nideggen erwähnt. 1744 kaufte der Hofrat und Pfennigmeister Anton Michael Heister zu Berg die Mühle und verpachtete sie in den Folgejahren an verschiedene Müller. Ab 1786 wird als Pächter Johann Wilhelm Kießel genannt, der Mitglied in der Schleifer-Genossenschaft war. Daraus ergibt sich, dass es sich zu dieser Zeit um eine Schleifmühle handelte. 1814 kaufte sie Jakob Ringen der Ältere als Ölmühle. Er ließ die Mühle komplett neu bauen. Inbegriffen war ein neues unterschlächtiges Wasserrad aus Holz. Es wurde gegenüber dem alten Rad 4 Zoll größer. Von jetzt an handelte es sich um eine Getreidemühle. 150 Jahre blieb die Mühle im Besitz der Familie Ringen und ihrer Erben. 1895 wurde das Holzrad durch ein Wasserrad aus Eisen ersetzt. Die Mühle mahlte noch bis nach dem Zweiten Weltkrieg Getreide. Nachdem der Architekt Nikolaus Rosiny das Anwesen 1960 erwarb und einer umfangreichen Restaurierung unterzog, befinden sich bis heute Wohnungen und Geschäftsräume in der ehemaligen Mühle.

## Baudenkmal
Seit dem 13. Juni 1984 ist die Ehemalige Wassermühle nach § 2 Abs. 1 und 2 des Denkmalschutzgesetzes (DschG NW) als Baudenkmal registriert.